# یواس‌اس وارونا (۱۸۶۱)
یواس‌اس وارونا (۱۸۶۱) (به انگلیسی: USS Varuna (1861)) یک کشتی بود که طول آن ۲۱۸ فوت (۶۶ متر) بود. این کشتی در سال ۱۸۶۱ ساخته شد.